# Birgitta Isberg
Birgitta Maria Isberg, född 29 november 1938 i Bromma, död 23 januari 1997 i Bandhagen, var en svensk skådespelare. Hon var gift med skådespelaren Verner Edberg.

## Filmografi
- 1969 – Eva – den utstötta

## Teater

### Roller
| År   | Roll | Produktion                                                   | Regi             | Teater      |
| ---- | ---- | ------------------------------------------------------------ | ---------------- | ----------- |
| 1961 |      | Bättre sent än aldrig (It’s never too late) Felicity Douglas | Sandro Malmquist | Riksteatern |
| 1967 |      | Peer Gynt Henrik Ibsen                                       | Jerk Liljefors   | Riksteatern |